# Gademotta-Kulkuletti
Gademotta et Kulkuletti sont deux sites préhistoriques voisins datés du Paléolithique moyen ancien, situés dans la formation géologique de Gademotta, sur les hauteurs de la vallée du Grand Rift, dans la Région des nations, nationalités et peuples du Sud, en Éthiopie. Ils ont notamment livré des pointes de lances en pierre qui pourraient être les plus anciennes traces connues de l'existence d'armes de jet.

## Situation
Gademotta et Kulkuletti sont situés près de la localité de Kibet, à l'ouest du Lac Ziway, qui fait partie du chapelet de petits lacs parsemant le Rift est-africain au sud d'Addis-Abeba. Le groupe de sites de Kulkuletti est situé à faible distance au nord-est du site de Gademotta. Les gisements d'obsidienne disponible localement peuvent avoir attiré sur place les hommes du Pléistocène moyen.

## Historique
Les sites de Gademotta et de Kulkuletti ont été découverts au début des années 1970 par Fred Wendorf et Romuald Schild. Ils ont mené avec leur équipe plusieurs fouilles en 1972 et 1973, collectant des dizaines de milliers d'outils lithiques. D'autres équipes sont venues par la suite étudier les différents locus et mettre en œuvre de nouvelles techniques de datation.

## Datation
Le site le plus ancien de la formation de Gademotta a été daté de 276 000 ans avant le présent (AP) en 2008 par une datation argon-argon (40Ar/39Ar), et d'au moins 279 000 ans AP en 2013,, ce qui est similaire à l'âge du plus ancien site de la formation de Kapthurin (en), au Kenya (284 000 ans AP), également représentatif du Paléolithique moyen en Afrique de l'Est.

## Industrie lithique
Gademotta a notamment livré des pointes de lances en pierre, qui montrent que la technique de la pointe de pierre emmanchée sur une hampe en bois était maitrisée dès cette époque. Cette technique est l'un des marqueurs du Paléolithique moyen. Selon le chercheur Yonatan Sahle, ces lances auraient même été des armes de jet, et non pas de simples épieux, ce qui aurait représenté un bond dans l'évolution des techniques de chasse,. Par ailleurs, Gademotta n'a livré aucun outillage acheuléen, contrairement à d'autres sites d'Afrique de l'Est où les deux types d'industries sont interstratifiées et montrent ainsi une transition progressive du mode 2 vers le mode 3.